# Susanne Beyer
Pour les articles homonymes, voir Beyer.
Susanne Beyer, née Helm le 24 juin 1961 à Suhl, est une athlète allemande spécialiste du saut en hauteur.

## Palmarès

### Championnats du monde
- Championnats du monde en salle de 1987 à Indianapolis :
  -  Médaille d'argent du saut en hauteur
- Championnats du monde de 1987 à Rome :
  -  Médaille de bronze du saut en hauteur

### Championnats d'Europe
- Championnats d'Europe en salle de 1985 à Athènes :
  -  Médaille d'argent du saut en hauteur
- Championnats d'Europe en salle de 1987 à Liévin :
  -  Médaille de bronze du saut en hauteur

## Autres
- Vainqueure du meeting d'Arnstadt en 1987.